# Epilacydes simulans
Epilacydes simulans är en fjärilsart som beskrevs av Butler 1875. Epilacydes simulans ingår i släktet Epilacydes och familjen björnspinnare. Inga underarter finns listade i Catalogue of Life.